# Fhána
fhána（ファナ）は、日本の音楽グループ。

## 来歴
2012年5月5日、FLEETの佐藤純一、s10rwのyuxuki waga、Leggysaladのkevin mitsunagaの3人で結成された。佐藤とyuxuki wagaが2009年末にTwitterでのやりとりをきっかけに親交を深めるようになった後、2011年5月に開催された2.5Dの開設記念イベントの準備に佐藤、yuxuki、kevinの3人が一堂に会し、同準備終了時にメイド喫茶（Cafe Mai:lish）でグループのコンセプトや方向性を語り合ったという。メイド喫茶ではメンバー全員が『CLANNAD』好きであったため、「だんご大家族」のオルゴールを鳴らしながら議論を進めたという。
また、グループ名はゲール語の「坂（スロープ）」に由来しており、これも『CLANNAD』のタイトルがゲール語が由来という説にちなんでいる。
その後にボーカルの採用を決めたものの、当初はsupercellのようなゲストボーカル制（本人達曰く「マルチエンディング」）を採用していた。やがて、同人CDでゲストに招かれたtowanaの歌唱が良かったため、正式メンバーに格上げされた（本人達曰く「トゥルーエンディングだ」）。
2013年7月開始の『有頂天家族』ではエンディングテーマを、同年10月開始の『ぎんぎつね』から2014年4月開始の『僕らはみんな河合荘』まで3期連続で主題歌を担当。2014年7-9月期では担当しなかったものの、10月開始の『天体のメソッド』ではエンディングテーマを担当した。
2014年11月5日に発売された5thシングル『星屑のインターリュード』でオリコンデイリー10位、週間22位を獲得。ユニットとして初のオリコンデイリーTOP10入り、そして週間TOP30入りを果たした。
2015年2月4日に発売された1stアルバム『Outside of Melancholy』が7329枚を売り上げ、オリコン週間ランキングで8位に登場した（オリコンデイリー最高7位）。シングル、アルバムを含めて初の週間TOP10入りを果たした。また、オリコン2月度月間チャートで40位を記録した。なお、月間チャートのランクインもシングル、アルバムを含めて初となる。
2017年1月25日に発売された10thシングル『青空のラプソディ』は初動売上では『星屑のインターリュード』に及ばなかったもののロングヒットし1万枚を超える累計売上枚数と自身最大のヒットシングルとなった。また、YouTubeではPVが5000万回以上再生されている。
また、2016年4月3日から同年9月まで放送されたエフエム北海道の番組『ふぁならじ〜拝啓、今回は北の国からラジオをするわけで〜』、2018年4月2日からエフエム東京で放送される番組『ふぁならじ☆ザ・ワールド』ではパーソナリティを務める。
アルバム発売などで行われるワンマンライブの他に、積極的な企画ライブ・フェスへの出演も特徴となっており、レーベルが主催する「深窓音楽演奏会」・アニメソングを主とするAnimelo Summer Liveなどのイベントの他、2018年頃からはROCK IN JAPAN FESTIVALやCOUNTDOWN JAPANといった野外ロック・フェスティバル系のイベントにも参加している。
2023年1月29日をもってyuxukiが脱退。同年3月10日、デビュー当初から所属していたLantisから日本コロムビアへの移籍と、5月31日に3人体制移行後初かつ移籍第1弾となる17thシングル『Runaway World』を発売した。
2023年6月末で、メジャーデビュー以来10年間所属していた、事務所のP._ncとの契約を満了し、7月からはNEW WORLD LINE株式会社として、佐藤が代表取締役を務める。
2023年8月には、メジャーデビュー10周年に合わせ、同月23日にベストアルバム「There Is The Light」を発売。12月20日には、メジャー1st EPとして「Beautiful Dreamer」を発売。2024年1月には、このEPの発売を記念して、「fhána アジア・ツアー"Beautiful Dreamer ASIA Tour 2024"」の開催を韓国、台湾、東京の三ヶ所で開催した。

## メンバー
towana（トワナ）
ボーカル、鍵盤ハーモニカ
6月17日生まれ。ゲストボーカルであったが、2012年に加入した。ミッフィー（ナインチェ・プラウス）を好む。好きな食べ物は日本酒（辛口）。2ndライブツアー『What a Wonderful World Line Tour 2016』千秋楽の前日に声帯ポリープが見つかり、それを切除する手術を経験している。また、13thシングル「わたしのための物語 〜My Uncompleted Story〜」のカップリング曲『ユーレカ』を皮切りに、作詞も行うようになった。
佐藤純一（さとう じゅんいち）
サウンドプロデュース、キーボード、コーラス、ボーカル、ギター
新潟県出身。2006年に自身がボーカルを務めるポストロックユニット「FLEET」でメジャーデビュー。森本レオやリヴァイ兵長、式波アスカ・ラングレー等多くのモノマネレパートリーを持つ。fhánaではリーダーであり、殆どの楽曲を作曲している（シングル表題曲では、『ムーンリバー』を除く全ての曲を作曲）。『CLANNAD』では杏派。また、2018年には芸能事務所・ホリプロの音楽クリエイターチーム「SCORING POSITION」にも所属し、他アーティストへの楽曲提供を積極的に行っている。
2023年7月からは、事務所であるNEW WORLD LINE株式会社の代表取締役を務めている。
kevin mitsunaga（ケビン ミツナガ）
サウンドプロデュース、サンプラー、鉄琴、シンセサイザー、マニピュレーター、ラップ
1990年9月21日生まれfhánaの結成以前からソロプロジェクト「leggysalad」と。して活動している他、「kevin from fhána」名義でDJ活動も行っている。また、『青空のラプソディ』をライブパフォーマンスする際、MVに登場するダンスを披露するという役目を担っている。

### 元メンバー
yuxuki waga（ユウキ ワガ）
サウンドプロデュース、ギター
本名・和賀裕希、北海道十勝出身。1987年生まれ、『CLANNAD』では渚派。料理の腕前があり、自身のInstagramに自作のカレーなどの写真を投稿している。キーマカレーは店の味を超えるらしく「ふぁならじ☆ザ・ワールド」で「神のキーマ」と名付けられた。相当辛いらしく青唐辛子がポイントらしい。11thシングル『ムーンリバー』の表題曲において、初めてシングル表題曲の作曲を担当した。
2023年1月29日開催の「fhána Cipher Live Tour 2022」名古屋公演をもって脱退。脱退後はソロ活動を行い、2024年には自身が作曲·編曲を担当した「シカ色デイズ」が社会現象に。

### サポートメンバー
前田恭介(androp)
ベース
髭白健
ドラムス
中西(HoneyWorksサポートメンバー)
ギター
本多秀(インナージャーニー)
ギター
北村望
ドラムス

### その他の関連人物
林英樹
作詞
楽曲の作詞を担当。元メカネロ。佐藤がFLEET在籍時に作詞を依頼したことがきっかけで、fhánaを含め全楽曲の作詞を一任されている。MAGES.所属の脚本家である林直孝は実兄で、直孝が手がけた『STEINS;GATE』から触発され、佐藤はfhánaの自主制作アルバムを『New World Line』と名づけている。

## ディスコグラフィ

### シングル
|                | 発売日         | タイトル                                      | 規格品番                                   | 規格品番                                   | オリコン 最高位 |
| アーティスト盤 | 発売日         | タイトル                                      | アニメ盤                                   |                                            | オリコン 最高位 |
| -------------- | -------------- | --------------------------------------------- | ------------------------------------------ | ------------------------------------------ | --------------- |
| 1st            | 2013年8月21日  | ケセラセラ                                    |                                            | LACM-14129                                 | 111位           |
| 2nd            | 2013年10月23日 | tiny lamp                                     | LACM-14148                                 | 84位                                       |                 |
| 3rd            | 2014年1月22日  | divine intervention                           | LACM-14173                                 | 52位                                       |                 |
| 4th            | 2014年4月30日  | いつかの、いくつかのきみとのせかい            | LACM-14228                                 | 41位                                       |                 |
| 5th            | 2014年11月5日  | 星屑のインターリュード                        | LACM-14279                                 | 22位                                       |                 |
| 6th            | 2015年8月5日   | ワンダーステラ                                | LACM-14378                                 | 53位                                       |                 |
| 7th            | 2015年10月28日 | コメットルシファー 〜The Seed and the Sower〜 | LACM-14409                                 | LACM-14410                                 | 55位            |
| 8th            | 2016年1月27日  | 虹を編めたら                                  |                                            | LACM-14431                                 | 46位            |
| 9th            | 2016年8月3日   | calling                                       | LACM-14509                                 | LACM-14510                                 | 42位            |
| 10th           | 2017年1月25日  | 青空のラプソディ                              | LACM-14564                                 | LACM-14565                                 | 24位            |
| 11th           | 2017年4月26日  | ムーンリバー                                  | LACM-14596                                 | LACM-14597                                 | 53位            |
| 12th           | 2017年8月2日   | Hello!My World!!                              | LACM-14627                                 | LACM-14628                                 | 31位            |
| 13th           | 2018年1月31日  | わたしのための物語 〜My Uncompleted Story〜   | LACM-14722                                 | LACM-14723                                 | 49位            |
| 14th           | 2019年8月7日   | 僕を見つけて                                  | LACM-14886                                 | LACM-14887                                 | 76位            |
| 15th           | 2020年2月26日  | 星をあつめて                                  |                                            | LACM-14974                                 | 41位            |
| 16th           | 2021年7月14日  | 愛のシュプリーム！                            | LACM-24134                                 | LACM-24135                                 | 31位            |
| 17th           | 2023年5月31日  | Runaway World                                 | COZC-2016/7（限定盤） COCC-18128（通常盤） | COZC-2016/7（限定盤） COCC-18128（通常盤） | 77位            |

#### デュエット・シングル
| 発売日         | デュエット | 曲順 | タイトル                 | 規格品番   |
| -------------- | ---------- | ---- | ------------------------ | ---------- |
| 2025年 6月27日 | -          | 01   | 涙のパレード (歌：fhána) | LACM-24690 |
| 2025年 6月27日 | 小林幸子   | 02   | 僕たちの日々             | LACM-24690 |

### アルバム

#### フルアルバム
|        | 発売日         | タイトル                    | 規格品番                                                      | 規格品番   | オリコン 最高位 | 特記事項 |
| 限定盤 | 発売日         | タイトル                    | 通常盤                                                        |            | オリコン 最高位 | 特記事項 |
| ------ | -------------- | --------------------------- | ------------------------------------------------------------- | ---------- | --------------- | --- |
| 1st    | 2015年2月4日   | Outside of Melancholy       | LACA-35473                                                    | LACA-15473 | 8位             | |
| 2nd    | 2016年4月27日  | What a Wonderful World Line | LACA-35557                                                    | LACA-15557 | 22位            | |
| 3rd    | 2018年3月28日  | World Atlas                 | LACA-35713                                                    | LACA-15713 | 30位            | |
| 4th    | 2022年4月27日  | Cipher                      | LACA-35946                                                    | LACA-15946 | 35位            | |
| 5th    | 2024年11月20日 | The Look of Life            | COZX-2136～7（M-CARD付き限定盤） COZX-2138～9（BD付き限定盤） | COCX-42402 | 圈外            | また同日に本作のインストバージョン 『The Look of Life -Instrumental-』 （COKM-45364）が配信限定でリリースされた。 |

#### ミニアルバム
|      | 発売日         | タイトル                 | 特記事項 |
| ---- | -------------- | ------------------------ | --- |
| 1st  | 2012年5月18日  | New World Line           | 自主制作盤 |
| 配信 | 2014年5月28日  | View from New World Line | 『New World Line』に追加音源を収録した配信限定タイトル                                                                                   |
| 企画 | 2014年12月24日 | ソナタとインターリュード | テレビアニメ『天体のメソッド』イメージアルバム                                                                                           |
| EP   | 2023年12月20日 | Beautiful Dreamer        | メジャー1st EP 2024年11月20日に本作の インストバージョン 『Beautiful Dreamer -Instrumental-』 （COKM-45324）が配信限定でリリースされた。 |

#### ライブアルバム
|     | 発売日         | タイトル                                           | 品番       | 特記事項 |
| --- | -------------- | -------------------------------------------------- | ---------- | -------- |
| 1st | 2024年11月20日 | 10th Anniversary SPECIAL LIVE “There Is The Light” | COKM-45366 | 配信限定 |

#### ベストアルバム
|        | 発売日         | タイトル                                                | 規格品番     | 規格品番    | オリコン 最高位 |
| 限定盤 | 発売日         | タイトル                                                | 通常盤       |             | オリコン 最高位 |
| ------ | -------------- | ------------------------------------------------------- | ------------ | ----------- | --------------- |
| 1st    | 2018年12月12日 | fhána 5th Anniversary BEST ALBUM「STORIES」             | LACA-35765   | LACA-15765  | 34位            |
| 2nd    | 2023年8月23日  | fhána 10th Anniversary BEST ALBUM「There Is The Light」 | LACA-39997/8 | LACA-9997/8 |                 |

### タイアップ曲
| 楽曲                                          | タイアップ | 時期   |
| --------------------------------------------- | --- | ------ |
| lyrical sentence                              | 小説『惜日のアリス』（著：坂上秋成）イメージソング                                                                   | 2013年 |
| ケセラセラ                                    | テレビアニメ『有頂天家族』エンディングテーマ                                                                         | 2013年 |
| tiny lamp                                     | テレビ東京系『ぎんぎつね』オープニングテーマ                                                                         | 2013年 |
| divine intervention                           | テレビアニメ『ウィッチクラフトワークス』オープニングテーマ                                                           | 2014年 |
| divine intervention                           | KBS京都テレビ『第28回京都市小学校大文字駅伝大会』オープニングテーマ                                                  | 2014年 |
| いつかの、いくつかのきみとのせかい            | テレビアニメ『僕らはみんな河合荘』オープニングテーマ                                                                 | 2014年 |
| 星屑のインターリュード                        | テレビアニメ『天体のメソッド』エンディングテーマ                                                                     | 2014年 |
| ホシノカケラ                                  | テレビアニメ『天体のメソッド』エンディングテーマ                                                                     | 2014年 |
| 天体のメソッド                                | テレビアニメ『天体のメソッド』エンディングテーマ                                                                     | 2014年 |
| ワンダーステラ                                | テレビアニメ『Fate/kaleid liner プリズマ☆イリヤ ツヴァイ ヘルツ!』オープニングテーマ                                 | 2015年 |
| コスモスのように                              | テレビアニメ『コメット・ルシファー』イメージソング                                                                   | 2015年 |
| コメットルシファー 〜The Seed and the Sower〜 | テレビアニメ『コメット・ルシファー』オープニングテーマ                                                               | 2015年 |
| 追憶のかなた                                  | テレビアニメ『コメット・ルシファー』特別エンディングテーマ                                                           | 2015年 |
| 虹を編めたら                                  | テレビアニメ『ハルチカ〜ハルタとチカは青春する〜』オープニングテーマ                                                 | 2016年 |
| 星屑のインターリュード                        | AIR-G' FM北海道 ラジオ番組「ふぁならじ〜拝啓、今回は北の国からラジオをするわけで〜」オープニングテーマ（第1回）      | 2016年 |
| What a Wonderful World Line                   | AIR-G' FM北海道 ラジオ番組「ふぁならじ〜拝啓、今回は北の国からラジオをするわけで〜」オープニングテーマ（第2 - 26回） | 2016年 |
| Relief                                        | AIR-G' FM北海道 ラジオ番組「ふぁならじ〜拝啓、今回は北の国からラジオをするわけで〜」エンディングテーマ               | 2016年 |
| calling                                       | テレビアニメ『テイルズ オブ ゼスティリア ザ クロス』エンディングテーマ                                               | 2016年 |
| 青空のラプソディ                              | テレビアニメ『小林さんちのメイドラゴン』オープニングテーマ                                                           | 2017年 |
| 青空のラプソディ                              | テレビ金沢『となりのテレ金ちゃん』2017年1月エンディングテーマ                                                        | 2017年 |
| ムーンリバー                                  | テレビアニメ『有頂天家族2』エンディングテーマ                                                                        | 2017年 |
| Hello!My World!!                              | テレビアニメ『ナイツ&マジック』オープニングテーマ                                                                    | 2017年 |
| Do you realize?                               | スマートフォンゲーム『バトル オブ ブレイド』主題歌                                                                   | 2017年 |
| わたしのための物語 〜My Uncompleted Story〜   | テレビアニメ『メルヘン・メドヘン』オープニングテーマ                                                                 | 2018年 |
| World Atlas                                   | テレビ東京系「JAPAN COUNTDOWN」2018年3月期オープニングテーマ                                                         | 2018年 |
| 青空のラプソディ                              | テレビ東京系「JAPAN COUNTDOWN」2018年12月エンディングテーマ                                                          | 2018年 |
| 僕を見つけて                                  | テレビアニメ『ナカノヒトゲノム【実況中】』エンディングテーマ                                                         | 2019年 |
| 星をあつめて                                  | 劇場版『SHIROBAKO』主題歌                                                                                            | 2020年 |
| nameless color                                | ゲーム『SHOW BY ROCK!! Fes A Live』収録曲                                                                            | 2020年 |
| 愛のシュプリーム！                            | テレビアニメ『小林さんちのメイドラゴンS』オープニングテーマ                                                          | 2021年 |
| 青空のラプソディ                              | テレビアニメ『小林さんちのメイドラゴンS』最終回特別エンディング曲                                                    | 2021年 |
| 青空のラプソディ                              | ゲーム『バンドリ! ガールズバンドパーティ!』収録曲                                                                    | 2022年 |
| Runaway World                                 | フジテレビ系『逃走中 グレートミッション』オープニングテーマ                                                          | 2023年 |
| 永遠という光                                  | ゲーム『ONE.』オープニングテーマ                                                                                     | 2023年 |
| Last Pages                                    | ゲーム『ONE.』エンディングテーマ                                                                                     | 2023年 |
| 天使たちの歌                                  | テレビアニメ『義妹生活』オープニングテーマ                                                                           | 2024年 |
| 涙のパレード                                  | 劇場アニメ『小林さんちのメイドラゴン さみしがりやの竜』オープニング主題歌                                            | 2025年 |

### 参加作品
| 発売日        | タイトル                                                     | 歌 | 楽曲                                   | 備考                                                                          |
| ------------- | ------------------------------------------------------------ | --- | -------------------------------------- | ----------------------------------------------------------------------------- |
| 2014年5月13日 | ONENESS                                                      | アイドルマスター（中村繪里子、山崎はるか、大橋彩香）、藍井エイル、アフィリア・サーガ、angela、いとうかなこ、Wake Up, Girls!、小野賢章、OLDCODEX、喜多村英梨、GRANRODEO、栗林みな実、黒崎真音、ZAQ、JAM Project、sweet ARMS、鈴木このみ、STAR☆ANIS、谷本貴義、田村ゆかり、茅原実里、T.M.Revolution、仲谷明香、流田Project、橋本仁、fhána、petit milady、FLOW、堀江由衣、三澤紗千香、水樹奈々、三森すずこ、宮野真守、μ's、May'n、ゆいかおり、悠木碧、吉田仁美、LiSA、和田光司 | 「ONENESS」                            | ライブイベント『Animelo Summer Live 2014 -ONENESS-』テーマソング              |
| 2014年8月27日 | Heart of Magic Garden2                                       | fhána | 「いつかの、いくつかのきみとのせかい」 | テレビアニメ『僕らはみんな河合荘』オープニングテーマ アコースティックアレンジ |
| 2018年5月16日 | Stand by...MUSIC!!!                                          | アイドルマスター SideM（仲村宗悟、山谷祥生、狩野翔）、アイドルマスター ミリオンライブ！ ミリオンスターズ（山崎はるか、田所あずさ、Machico）、亜咲花、伊藤美来、内田彩、内田真礼、オーイシマサヨシ、GRANRODEO（KISHOW）、鈴木このみ、鈴木みのり、竹達彩奈、TRUE、fhána、悠木碧 | 「Stand by...MUSIC!!!」                | ライブイベント『Animelo Summer Live 2018 "OK!"』テーマソング                  |
| 2019年5月17日 | CROSSING STORIES                                             | 亜咲花、石原夏織、伊藤美来、オーイシマサヨシ、大橋彩香、ZAQ、JUNNA、鈴木このみ、スフィア、TRUE、towana（fhána）、畠中祐、幹葉（スピラ・スピカ）、三森すずこ | 「CROSSING STORIES」                   | ライブイベント『Animelo Summer Live 2019 -STORY-』テーマソング                |
| 2019年8月21日 | ナカノヒトゲノム【歌唱中】01                                 | fhána | 「願い事」                             | テレビアニメ『ナカノヒトゲノム【実況中】』挿入歌                              |
| 2019年10月2日 | ナカノヒトゲノム【歌唱中】02                                 | fhána | 「Where you are」                      | テレビアニメ『ナカノヒトゲノム【実況中】』挿入歌                              |
| 2022年9月21日 | CrosSing Collection vol.1                                    | towana（fhána） | 「そばかす」                           | 『CrosSing - Music＆Voice-』関連曲                                            |
| 2023年9月6日  | バンドリ！ ガールズバンドパーティ！ カバーコレクション Vol.8 | Morfonica × fhána | 「青空のラプソディ」                   | ゲーム『バンドリ！ ガールズバンドパーティ！』関連曲                           |
| 2024年5月29日 | CrosSing Collection vol.4                                    | towana（fhána） | 「ゆずれない願い」                     | カバーソングプロジェクト『CrosSing - Music＆Voice-』関連曲                    |

## オフィシャルファンクラブ「fhána home」
2019年8月7日にオフィシャルファンクラブ「fhána home」が発足。
メンバーによるコラムや会員限定動画、FC会員限定ライブ先行申込などがコンテンツとなっている。

## ライブ・イベント

### ワンマンライブ
- 2015年3月1日 - 1stアルバム発売記念ライブ「Outside of Melancholy 〜憂鬱の向こう側〜」＠shibuya duo MUSIC EXCHANGE
- 2015年5月17日 - 1st Live Tour「Outside of Melancholy Show 2015」＠shibuya duo MUSIC EXCHANGE
- 2015年5月23日 - 1st Live Tour「Outside of Melancholy Show 2015」＠OSAKA MUSE
- 2015年5月24日 - 1st Live Tour「Outside of Melancholy Show 2015」＠Club METRO
- 2015年6月7日 - 1st Live Tour「Outside of Melancholy Show 2015」＠恵比寿 LIQUIDROOM　【追加公演】
- 2016年5月7日 - 2nd Live Tour「What a Wonderful World Line Tour 2016」＠恵比寿 LIQUIDROOM
- 2016年5月14日 - 2nd Live Tour「What a Wonderful World Line Tour 2016」＠Electric Lady Land
- 2016年5月15日 - 2nd Live Tour「What a Wonderful World Line Tour 2016」＠umeda AKASO
- 2016年6月4日 - 2nd Live Tour「What a Wonderful World Line Tour 2016」＠Zepp DiverCity　【追加公演】
- 2017年4月14日 - 3rd Live Tour「Looking for the World Atlas Tour 2017」＠cube garden
- 2017年4月22日 - 3rd Live Tour「Looking for the World Atlas Tour 2017」＠Electric Lady Land
- 2017年4月28日 - 3rd Live Tour「Looking for the World Atlas Tour 2017」＠DRUM Be-1
- 2017年5月6日 - 3rd Live Tour「Looking for the World Atlas Tour 2017」＠なんばHatch
- 2017年5月12日 - 3rd Live Tour「Looking for the World Atlas Tour 2017」＠Zepp DiverCity
- 2018年5月27日 - 4th Live Tour「World Atlas Tour 2018」＠KRAPS HALL
- 2018年6月9日 - 4th Live Tour「World Atlas Tour 2018」＠ボトムライン
- 2018年6月17日 - 4th Live Tour「World Atlas Tour 2018」＠Zepp Namba
- 2018年6月24日 - 4th Live Tour「World Atlas Tour 2018」＠Zepp DiverCity
- 2019年1月27日 - fhána 5th Anniversary SPECIAL LIVE @中野サンプラザホール
- 2019年11月16日 - 5th Live Tour「Where you are Tour 2019 - fade -」@Zepp Osaka Bayside
- 2019年11月17日 - 5th Live Tour「Where you are Tour 2019 - illuminate -」@NAGOYA ReNY limited
- 2019年12月14日 - 5th Live Tour「Where you are Tour 2019 - narrative -」@舞浜アンフィシアター
- 2019年12月15日 - 5th Live Tour「Where you are Tour 2019 - divine -」@舞浜アンフィシアター
- 2023年10月7日 - 10th Anniversary SPECIAL LIVE「There Is The Light」@LINE CUBE SHIBUYA
- 2024年1月6日 - fhána アジア・ツアー"Beautiful Dreamer ASIA Tour 2024" @韓国 WEST BRIDGE LIVE HALL
- 2024年1月20日 - fhána アジア・ツアー"Beautiful Dreamer ASIA Tour 2024" @台湾 NUZONE 展演空間
- 2024年1月28日 - fhána アジア・ツアー"Beautiful Dreamer ASIA Tour 2024" @新宿BLAZE
- 2024年11月24日 - fhána 5th Album Tour 2024-2025「The Look of Life Tour '24-'25」@梅田 CLUB QUATTRO
- 2024年12月1日 - fhána 5th Album Tour 2024-2025「The Look of Life Tour '24-'25」@名古屋 ReNY limited
- 2025年1月13日 - fhána 5th Album Tour 2024-2025「The Look of Life Tour '24-'25」@HULIC HALL 東京

### 結成記念ライブ
- 2024年5月25日 - fhána結成13周年記念ライブ「fhána Billboard Live Tour 2024」@YOKOHAMA
- 2025年5月31日 - fhána結成13周年記念ライブ「fhána Billboard Live Tour 2024」@OSAKA
- 2025年5月2日 - fhána 結成14周年記念ライブ「fhána Billboard Live 2025」＠YOKOHAMA

### 主催イベント
- 2019年7月16日 - “Sound of Scene #01” curated by fhána @TSUTAYA O-EAST（ゲスト：androp、オープニングアクト：Gothic×Luck）

### インストアイベント・発売記念イベント
- 2014年5月3日 -「いつかの、いくつかのきみとのせかい」発売記念インストアライブ＠タワーレコード新宿店
- 2014年11月9日 -「星屑のインターリュード」発売記念インストアライブ＠タワーレコード新宿店
- 2015年2月4日 -「Outside of Melancholy」発売記念イベント（東京公演）＠アーバンドックららぽーと豊洲・シーサイドデッキ（メインステージ）
- 2015年2月8日 -「Outside of Melancholy」発売記念イベント（大阪公演）＠あべのキューズモール・スカイコート
- 2015年2月21日 -「Outside of Melancholy」発売記念インストアライブ＠タワーレコード渋谷店・CUTUP STUDIO
- 2015年11月6日 -「コメットルシファー 〜The Seed and the Sower〜」発売記念イベント＠サンシャインシティ噴水広場
- 2016年1月30日 -「虹を編めたら」発売記念イベント＠アーバンドックららぽーと豊洲・シーサイドデッキ（メインステージ）

### アニメ作品関連イベント
- 2013年12月1日 - 「有頂天家族 音楽感謝祭」＠山野ホール
- 2013年12月29日 - 「TVアニメ『ウィッチクラフトワークス』先行上映イベント」＠シネマート新宿
- 2014年2月9日 - 「『ぎんぎつね』ご利益のあるスペシャルイベント」＠全電通ホール
- 2014年2月9日 - 「有頂天祭’14」＠森のホール21
- 2014年3月13日 - 「AnimeJapan 2014」＠東京ビッグサイト（『僕らはみんな河合荘』ブース）
- 2014年8月9日 - 「TBSアニメフェスタ2014」＠文京シビックホール（『僕らはみんな河合荘』コーナー）
- 2015年6月27日 - 「Fate/kaleid liner プリズマ☆イリヤ マジカルパーティー」＠日テレらんらんホール
- 2016年1月4日 - 「『ハルチカ〜ハルタとチカは青春する〜』プレミアム上映イベント」＠科学技術館サイエンスホール
- 2016年6月25日 - 「『テイルズ オブ ゼスティリア ザ クロス』プレミア先行上映会」＠シネマメディアージュ

### フェス・企画イベント
- 2011年12月24日 - U/M/A/A Inc. presents 「electronicpub」＠渋谷SECO
- 2012年3月12日 - 2.5D presents 「OUTERNET」＠渋谷WOMB
- 2012年6月9日 - Think Sync Integral presents 「CASUAL MEETINGS」＠新代田FEVER（オープニングアクト）
- 2012年6月16日 - fhánaとウサギトネコでWリリパしちゃうNight!!＠2.5D
- 2012年6月24日 - 【Anrietta】”Memoraphonica”リリースパーティ＠下北沢ERA
- 2012年12月22日 - LIVE LIVEFUL! SHIBUYA 5DAYS! Starry Light＠渋谷WWW（オープニングゲスト）
- 2012年12月22日 - U/M/A/A Inc. presents 「electronicpub」＠渋谷SECO
- 2013年1月23日 - フリージアとショコラ＠渋谷O-nest
- 2013年7月20日 - ゲンロンフリマ＠五反田ゲンロンカフェ（ミニライブ）
- 2013年8月17日 - ランティス presents 「LIVE Magic Garden vol.3 -Summer Fes 2013-」＠shibuya duo MUSIC EXCHANGE
- 2013年9月29日 - オトノイエ vol.1＠下北沢モナレコード
- 2013年10月20日 - タワーレコード新宿店15周年大感謝祭　怒涛のライブ15連発〜【新宿アニメ部】課外活動〜＠新宿LOFT
- 2014年3月16日 - Mixed Up 〜Negicco × fhána〜＠代官山LOOP（ツーマン：Negicco / fhána）
- 2014年4月11日 - 深海と空と”星”の駅＠渋谷STAR LOUNGE（スリーマン：感傷ベクトル / ピロカルピン / fhána）
- 2014年5月3日 - サワソニVol.4（夜の部）＠渋谷O-nest
- 2014年6月8日 - Mixed Up＠代官山LOOP（スリーマン：fhána / YMCK / サカモト教授）
- 2014年6月29日 - 第4回ポータブルオーディオフェスティバル2013＠ベルサール秋葉原
- 2014年7月12日 - TOKYO BOOTLEG CIRCUIT’14＠渋谷STAR LOUNGE
- 2014年7月13日 - 音霊 OTODAMA SEA STUDIO 2014〜KAWAII 2014〜＠OTODAMA SEA STUDIO（由比ヶ浜）
- 2014年7月20日 - 15th Anniversary Live ランティス祭り 2014（東海公演）＠三重・ナガシマスパーランド
- 2014年7月27日 - 15th Anniversary Live ランティス祭り 2014（関西公演）＠大阪・万博記念公園
- 2014年8月30日 - Animelo Summer Live 2014 -ONENESS-＠さいたまスーパーアリーナ
- 2014年9月14日 - 15th Anniversary Live ランティス祭り 2014（関東公演）＠東京・潮風公園
- 2014年9月23日 - Lantis presents 「深窓音楽演奏会」＠新宿BLAZE（スリーマン：nano.RIPE / ChouCho / fhána）
- 2014年10月21日 - TIMM SHOWCASE LIVE (Anison-Idol Night)＠Zepp DiverCity
- 2015年6月21日 - Lantis presents「深窓音楽演奏会 其ノ弐」＠Zepp DiverCity （スリーマン：nano.RIPE / ChouCho / fhána）
- 2015年7月12日 - 音霊 OTODAMA SEA STUDIO 2015 〜だから海って特別な場所なのかな2015’〜＠音霊 OTODAMA SEA STUDIO
- 2015年7月19日 - 風来組 presents “knights of round” 2nd Anniversary＠渋谷 clubasia
- 2015年8月30日 - Animelo Summer Live 2015 -THE GATE-＠さいたまスーパーアリーナ
- 2015年10月4日 - ORB presents 「TECHNOBOYS PULCRAFT GREEN-FUND × fhána Special Live」（ツーマン：TECHNOBOYS PULCRAFT GREEN-FUND / fhána）＠ビルボードライブ大阪
- 2015年10月31日 - 中野文化祭「アニソンダンスバトル全国大会 日本一決定戦 アキバ×ストリート」＠中野区役所前特設ステージ
- 2015年11月29日 - KITAQ POP FES ARUARUSTAGE＠西日本総合展示場新館C展示場
- 2016年1月23日 - リスアニ! LIVE 2016＠日本武道館
- 2016年2月11日 - Coming Next 2016＠東京NHKホール
- 2016年8月27日 - Animelo Summer Live 2016 -刻 -TOKI- -＠さいたまスーパーアリーナ
- 2016年11月27日 - 電気通信大学「調布祭」＠電気通信大学講堂
- 2016年12月17日 - Comic fiesta2016＠プトラワールドトレードセンター（マレーシア）
- 2017年1月28日 - リスアニ! LIVE 2017 -SATURDAY STAGE-＠日本武道館
- 2017年3月20日 - Lantis presents「深窓音楽演奏会 其ノ参」@新宿BLAZE（スリーマン：Choucho / fhána / GARNiDELiA）
- 2017年8月26日 - Animelo Summer Live 2017 -THE CARD-@さいたまスーパーアリーナ[29]
- 2017年9月17日 - Lantis presents「深窓音楽演奏会 其ノ四」@新宿BLAZE（スリーマン：Choucho / fhána / TRUE）
- 2018年5月6日 - Lantis presents 「深窓音楽演奏会 其ノ五」＠新宿BLAZE（スリーマン：Choucho / fhána /nano.RIPE）
- 2018年5月11日 - 森、道、市場2018 @愛知県蒲郡市ラグーナビーチ(大塚海浜緑地)＆遊園地ラグナシア＆？
- 2018年5月13日 - アニュータライブ2018「あにゅパ!!」@幕張メッセ イベントホール
- 2018年7月13日 - OTODAMA SEA STUDIO 2018 〜GIRL SPLASH 2018〜 @OTODAMA SEA STUDIO
- 2018年7月15日 - Re:animation 12 in Uenohara @桂川新田地区近隣公園特設会場
- 2018年8月12日 - rockin’on presents　ROCK IN JAPAN FESTIVAL 2018 @国営ひたち海浜公園
- 2018年8月25日 - Animelo Summer Live 2018 "OK!"@さいたまスーパーアリーナ
- 2018年10月28日 - 大阪経済大学「大樟祭」@大阪経済大学フレアホール
- 2018年11月9日 - ORESAMA主催イベント『TOKYO FLAT NIGHT CARNIVAL THE FINAL』@TSUTAYA O-EAST（スリーマン：fhána / PENGUIN RESEARCH / ORESAMA）
- 2018年11月30日 -スピラ・スピカ企画 星見ヶ丘 vol.1 ＠新宿BLAZE（ツーマン：スピラ・スピカ / fhána）
- 2018年12月1日 -Act Against AIDS 2018「アニソン AAA Vol.7」in Zepp Tokyo
- 2018年12月28日 - rockin’on presents　COUNTDOWN JAPAN 18/19＠幕張メッセ
- 2019年5月2日 - 「肉フェス TOKYO 2019」 STAGE @お台場特設会場 お台場青海地区P区画
- 2019年5月18日 - CROSSING CARNIVAL'19 @TSUTAYA O-EAST・duo MUSIC EXCHANGE・clubasia・WOMB LIVE・TSUTAYA O-nest
- 2019年6月8日 - Dokomi 2019 @メッセ・デュッセルドルフ（ドイツ）
- 2019年6月22日 - 20th Anniversary Live ランティス祭り2019 A・R・I・G・A・T・O ANISONG @幕張メッセ
- 2019年8月30日 - Animelo Summer Live 2019 -STORY- @さいたまスーパーアリーナ
- 2019年10月5日 - Lantis Fes 2019 at BilibiliWorld – Anisong Concert - ＠上海新国際博覧中心（中国・上海）
- 2019年11月23日 - ANIMAX MUSIX 2019 YOKOHAMA ＠横浜アリーナ
- 2019年11月29日 - C3AFA Singapore 2019 I LOVE ANISONG @サンテック・シンガポール国際会議展示場
- 2019年12月29日 - rockin'on presents　COUNTDOWN JAPAN 19/20@幕張メッセ
- 2020年2月8日 - sora tob sakana presents 天体の音楽会 vol.3＠TSUTAYA O-EAST・TSUTAYA O-WEST・duo MUSIC EXCHANGE
- 2021年8月29日 - Animelo Summer Live 2021 -COLORS- DAY3 ＠さいたまスーパーアリーナ
- 2021年11月21日 - 第5回 京都アニメーションファン感謝イベント KYOANI MUSIC FESTIVAL ―感動を未来へ― DAY2 ＠ロームシアター京都
- 2022年1月21日 - リスアニ! LIVE 2022 FRIDAY STAGE ＠日本武道館
- 2022年9月18日 - ナガノアニエラフェスタ 20〜22  ＠ 駒場公園（長野県佐久市）

### その他イベント
- 2016年5月2日 - 「ふぁなみりーサミット 2016春の陣〜王たちの集い〜」＠ロフトプラスワン （トークイベント）

## 出演

### ラジオ
- ふぁならじ〜拝啓、今回は北の国からラジオをするわけで〜(AIR-G' FM北海道) 日曜21:30 - 22:00 （2016年4月3日 - 9月25日）
- ふぁならじ☆ザ ・ワールド(TOKYOFM) 火曜25:30 - 26:00（2018年4月3日 - 2019年3月26日）

### ゲーム
- SHOW BY ROCK!! Fes A Live（2020年12月24日、iOS / Android）
  - 2020年12月24日より、ゲーム内に書き下ろし曲「nameless color」を含む楽曲が追加される。また、メンバーそれぞれをモチーフとしたゲームキャラクター「ふぁにゃ」が登場する[30]。

### MV
- 「青空のラプソディ（スーパーちょろゴンずver.）」ゲスト出演